# فلوريان زنانيكي
فلوريان ويتولد زنانيكي (بالبولندية: Florian Znaniecki)‏ (15 يناير 1882 - 23 مارس 1958) فيلسوف وعالم اجتماع بولندي، درّس في بولندا والولايات المتحدة. خلال عمله، حوّل تركيزه من الفلسفة إلى علم الاجتماع، وما يزال أحد أعلام تاريخ علم الاجتماع البولندي والأمريكي، ومؤسس علم الاجتماع الأكاديمي البولندي، ومدرسة فكرية كاملة في علم الاجتماع. حاز شهرة عالمية بصفته مؤلفًا مشاركًا مع ويليام إسحاق توماس، في دراسة: «القروي البولندي في أوروبا وأمريكا» (1918-1920) التي تُعتبر أساس علم الاجتماع التجريبي الحديث. وقد قدم مساهمات كبيرة في النظرية الاجتماعية، إذ قدم مصطلحات مثل المسمى الإنساني والثقافات.
أسس، في بولندا، أول قسم بولندي لعلم الاجتماع في جامعة آدم ميتسكيفيتش، حيث عمل من 1920 إلى 1939. وبدأ حياته المهنية في الولايات المتحدة في جامعة شيكاغو (1917 إلى 1919)، واستمر في جامعة كولومبيا (1932 إلى 1934 و 1939 إلى 1940) وفي جامعة إلينوي في أوربانا شامبين (1942 إلى 1950). كان الرئيس الرابع والأربعين للجمعية الأمريكية لعلم الاجتماع (لعام 1954).

## حياته

### الطفولة والتعليم
ولد فلوريان زنانيكي في 15 يناير 1882 في شويتنيكي، في كونجرس بولندا، وهي ولاية سيطرت عليها الإمبراطورية الروسية منذ ليون ليونانيكي حتى أميليا (الآنسة هولتز قبل الزواج).  تلقى تعليمًا مبكرًا من المعلمين، ثم التحق بالمدارس الثانوية في وارسو وتشيتوشوا. أثناء وجوده في المدرسة الثانوية، كان عضوًا في مجموعة الجامعة الطائرة المتخصصة في التاريخ والأدب والفلسفة. كانت درجاته في المرحلة الثانوية في أحسن الأحوال متوسطة، وكان عليه أن يعيد سنة دراسية؛ يرجع هذا إلى حد كبير إلى اهتماماته خارج المناهج الدراسية في دراسة اللغة البولندية التي حُظرت بموجب برنامج ترويس التعليم. في شبابه، كتب بعض الشعر، بما في ذلك الدراما، خوفو (1903) وقصيدة «إلى بروميثيوس» التي أُدرجت في مختارات 1900؛ ومع ذلك، لم يلتفت النقاد الأدبيون إلى شعره المميز، ولا هو أعطى شعره حقه في حياته اللاحقة.
دخل جامعة وارسو الإمبراطورية في عام 1902، لكنه سرعان ما طُرد بعد مشاركته في الاحتجاجات على تقليص الإدارة الروسية لحقوق الطلاب. وبعد تهديده بالتجنيد في الجيش الإمبراطوري الروسي، اختار الهجرة وفي أوائل عام 1904 غادر وارسو إلى سويسرا.
خلال تلك الفترة، عمل محررًا لفترة قصيرة في مجلة أدبية تصدر باللغة الفرنسية، هي «التوضيح الرصين» في (أواخر عام 1904 - أوائل عام 1905)، ومزيفًا موته، خدم لفترة قصيرة في الفيلق الأجنبي الفرنسي في الجزائر، وعمل: في سوق للسلع المستعملة، وفي مزرعة، وفي سيرك متنقل، وأمين  مكتبة في المتحف البولندي في رابيرسفيل يونا، في سويسرا.
في سويسرا، استأنف سريعًا دراسته الجامعية، أولًا في جامعة جنيف (1905-1907)، ثم في جامعة زيورخ (1907-1908)، وانتقل في النهاية إلى جامعة السوربون في باريس، فرنسا (1908-1909)، حيث حضر محاضرات لعالم الاجتماع إميل دوركهايم. وفي عام 1909، بعد وفاة مشرفه فريديريك راوه، عاد إلى بولندا، حيث حصل في عام 1910 على درجة الدكتوراه من جامعة جاغيلونيان، في كراكوف، مع مشرفه الجديد ماوريسي سترازوسكي.

### بداية مسيرته البولندية
انضم في ذلك العام إلى الجمعية النفسية البولندية، التي نشط فيها للغاية على مدى السنوات القليلة التالية، فأصبح نائبًا للرئيس في 1913-1914. ويمكن تصنيف جزء كبير من عمله الأكاديمي المبكر في ذلك الوقت على أنه فلسفة. في عام 1909، وعمره 27 عاما، نشر أول ورقة أكاديمية له: («الأخلاقيات الفلسفية وعلم القيم الأخلاقية»)؛ وبعد عام نشر (مسألة القيم في الفلسفة)، استنادًا إلى أطروحة الدكتوراه، وورقة بحثية : «العلم والواقع». في عام 1912 نشر كتابًا جديدًا بعنوان «الإنسانية والمعرفة»، وورقة بعنوان «عناصر الواقع العملي». وبعد عام، نشر ترجمة مشروحة لنظرية هنري بيرجسون «التطور الإبداعي» وورقة بعنوان « معنى العالم والتنمية البشرية». وشهد العام 1914 نشر أوراقه، «ومبادئ الإبداع الأخلاقي» وقد لاقت أعماله، المنشورة باللغة البولندية، صدى واسعً في الأوساط العلمية البولندية والمثقفين البولنديين.
بسبب نشاطه السياسي السابق، لم يتمكن من الحصول على وظيفة في إحدى الجامعات الكبرى. من عام 1912 إلى عام 1914، ألقى محاضرات في مؤسسة جديدة للتعليم العالي للنساء، وهي الدورات التربوية المتقدمة للنساء. وخلال دراسته، عمل في العديد من المؤسسات الأوروبية التي تتعامل مع المهاجرين البولنديين، وقال إنه سيستفيد من تجاربه عبر الانخراط في جمعية رعاية المهاجرين التي تتخذ من وارسو مقرًا لها، حيث كان يعمل في 1910-191. بحلول عام 1911 كان مدير الجمعية ومحررًا (1911-1912) لمجلتها «الهجرة البولندية». بات زنانيكي خبيرًا في الهجرة البولندية، وفي عام 1914، ألّف تقريرًا من 500 صفحة بعنوان (الهجرة الموسمية) لصالح الحكومة.

### العمل مع توماس
قبل عام، في عام 1913، التقى زنانيكي مع ويليام توماس، عالم الاجتماع الأمريكي الذي جاء إلى بولندا بخصوص بحثه عن المهاجرين البولنديين في الولايات المتحدة. بدأ توماس وزنانيكي التعاون، وسرعان ما دعا توماس زنانيكي إلى القدوم إلى شيكاغو لمواصلة العمل معه في الولايات المتحدة. في يوليو 1914، عشية الحرب العالمية الأولى، غادر زنانيكي بولندا للعمل مع توماس مساعدًا باحثًا. ومن 1917 إلى 1919 حاضر زنانيكي أيضًا في علم الاجتماع في جامعة شيكاغو.
تُوّج مجهودهما بالتأليف المشترك «القرويون البولنديون في أوروبا وأمريكا»  (1918-1920)، الذي يعَد أحد كلاسيكيات علم الاجتماع. كان تعاونه مع توماس هو الذي ساهم في الانتقال في حياة زنانيكي المهنية من الفيلسوف إلى عالم الاجتماع. بقي زنانيكي مع توماس في شيكاغو حتى منتصف عام 1919، عندما انتقل إلى نيويورك، بعد توماس، الذي فقد وظيفته في شيكاغو بسبب فضيحة ملفقة.
في تلك السنة نشر زنانيكي كتابًا جديدًا ما يزال معظمه فلسفيًا لا واقعًا اجتماعيًا ثقافيًا. نشر باللغة الإنجليزية، وكان توليفة من فكره الفلسفي. في نيويورك، أجرى توماس وزنانيكي بحثًا لصالح مؤسسة كارنيجي حول عملية أمركة المهاجرين. وساهم زنانيكي في كتاب توماس بعنوان «سمات العالم القديم المزروع»، ونشر مقالًا دون اسم عن هذا الموضوع في شهر فبراير عام 1920 في ذا أتلانتك الشهرية.

## روابط خارجية
- فلوريان زنانيكي على موقع الموسوعة البريطانية (الإنجليزية)